# Щитоносная райская птица
Щитоносная райская птица (лат. Ptiloris paradiseus) — австралийский вид воробьинообразных птиц из семейства райских птиц (Paradisaeidae). По данным некоторых источников эта птица может числиться в составе семейства удодовых (Upupidae). Она распространена на востоке Австралии — от юго-востока Квинсленда южнее до Большого Водораздельного хребта (включительно), также обитает в некоторых низменностях востока и северо-востока Нового Южного Уэльса. Населяет лесную местность с очень густой растительностью.
Длина тела — 30 см. Имеет длинный тёмный изогнутый клюв. Взрослый самец имеет чёрно-фиолетовое оперение с металлическим зеленоватым переливом; хвост очень короткий, с атласными синими срединными перьями; от основания клюва низу глаз имеется полоска из жёлтых перьев.